# Women Talking
Women Talking is een Amerikaanse dramafilm uit 2022, geschreven en geregisseerd door Sarah Polley. De film is gebaseerd op de gelijknamige roman uit 2018 van Miriam Toews. De hoofdrollen worden vertolkt door Rooney Mara, Claire Foy, Jessie Buckley, Ben Whishaw en Frances McDormand (die ook een producent is van de film).

## Verhaal
Een groep vrouwen in een geïsoleerde religieuze kolonie komt samen om te strijden en hun geloof te verzoenen met een reeks seksuele aanvallen door de mannen van de kolonie.

## Rolverdeling
| Acteur            | Personage      |
| ----------------- | -------------- |
| Rooney Mara       | Ona Friesen    |
| Claire Foy        | Salome Friesen |
| Jessie Buckley    | Mariche Loewen |
| Ben Whishaw       | August Epp     |
| Frances McDormand | Scarface Janz  |
| Judith Ivey       | Agata          |

## Productie
In december 2020 werd bekendgemaakt dat Frances McDormand de hoofdrol zou spelen in de film, die zou worden geschreven en geregisseerd door Sarah Polley. De opnames vonden plaats van 19 juli tot 10 september 2021 in Toronto. In januari 2022 werd gemeld dat Hildur Guðnadóttir  is ingehuurd voor de filmmuziek.

## Release
De film ging in première op 2 september 2022 op het Filmfestival van Telluride.

## Ontvangst
Op Rotten Tomatoes heeft Women Talking een waarde van 89% en een gemiddelde score van 8,0/10, gebaseerd op 35 recensies. Op Metacritic heeft de film een gemiddelde score van 80/100, gebaseerd op 13 recensies.

## Prijzen en nominaties
De belangrijkste:
| Jaar | Prijs                                   | Categorie                          | Genomineerde(n)      | Uitslag     |
| ---- | --------------------------------------- | ---------------------------------- | -------------------- | ----------- |
| 2022 | Internationaal filmfestival van Toronto | People's Choice Award (beste film) | Sarah Polley         | Genomineerd |
| 2022 | National Board of Review                | Top tien films                     | Top tien films       | Gewonnen    |
| 2022 | National Board of Review                | Beste ensemble                     | Beste ensemble       | Gewonnen    |
| 2023 | Golden Globes                           | Beste script                       | Sarah Polley         | Genomineerd |
| 2023 | Golden Globes                           | Beste filmmuziek                   | Hildur Guðnadóttir   | Genomineerd |
| 2023 | Critics' Choice Awards                  | Beste film                         | Beste film           | Genomineerd |
| 2023 | Critics' Choice Awards                  | Beste vrouwelijke bijrol           | Jessie Buckley       | Genomineerd |
| 2023 | Critics' Choice Awards                  | Beste acteerensemble               | Beste acteerensemble | Genomineerd |
| 2023 | Critics' Choice Awards                  | Beste regisseur                    | Sarah Polley         | Genomineerd |
| 2023 | Critics' Choice Awards                  | Beste bewerkte scenario            | Sarah Polley         | Gewonnen    |
| 2023 | Critics' Choice Awards                  | Beste filmmuziek                   | Hildur Guðnadóttir   | Genomineerd |
| 2023 | Satellite Awards                        | Beste dramafilm                    | Beste dramafilm      | Genomineerd |
| 2023 | Satellite Awards                        | Beste regisseur                    | Sarah Polley         | Genomineerd |
| 2023 | Satellite Awards                        | Beste acteur in een bijrol         | Ben Whishaw          | Genomineerd |
| 2023 | Satellite Awards                        | Beste actrice in een bijrol        | Claire Foy           | Gewonnen    |
| 2023 | Satellite Awards                        | Beste bewerkt script               | Sarah Polley         | Gewonnen    |
| 2023 | Satellite Awards                        | Beste soundtrack                   | Hildur Guðnadóttir   | Genomineerd |
| 2023 | Academy Awards (Oscars)                 | Beste film                         | Beste film           | Genomineerd |
| 2023 | Academy Awards (Oscars)                 | Beste bewerkte scenario            | Sarah Polley         | Gewonnen    |